# 대쿠안 쿡

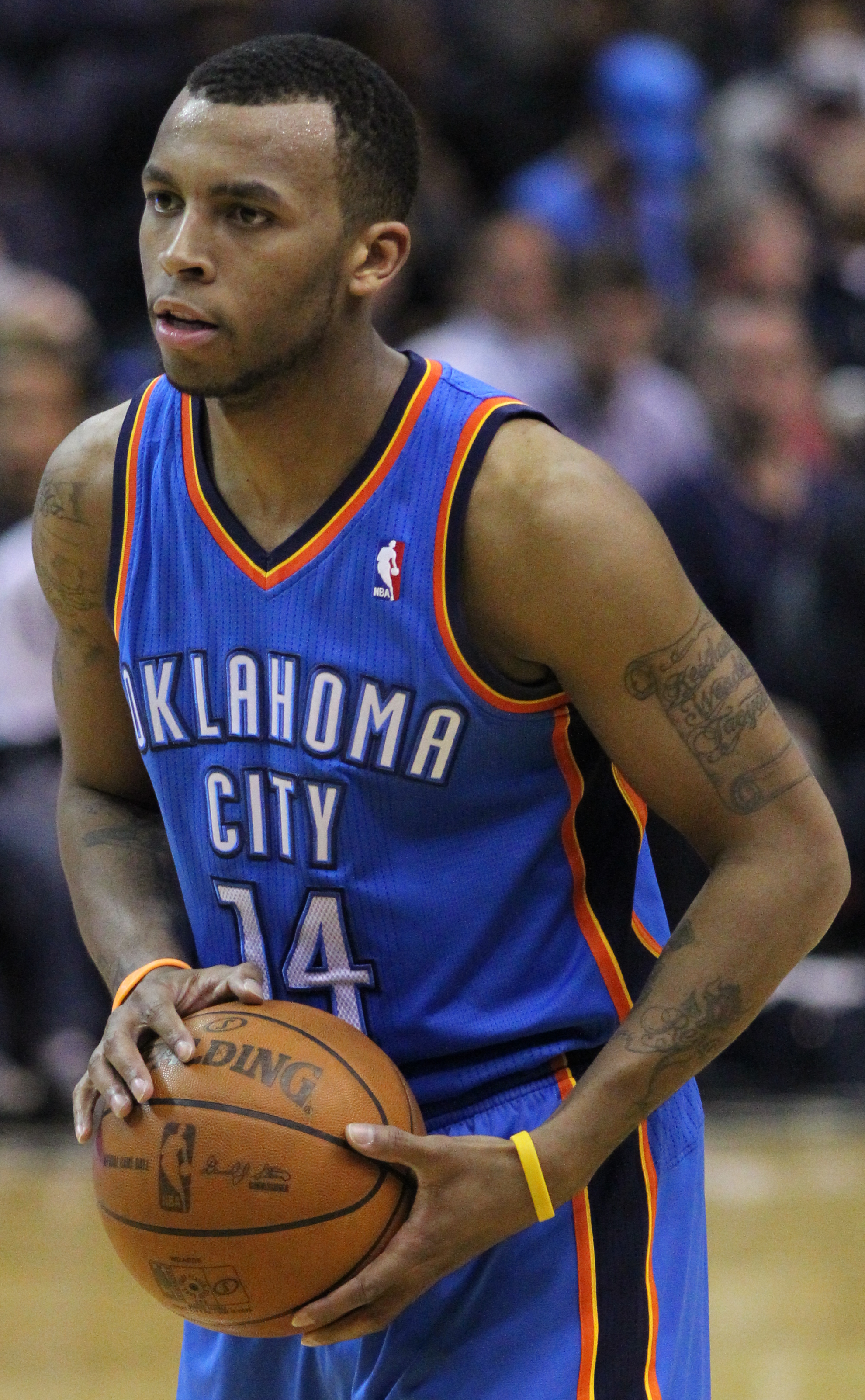
2011년 모습

대쿠안 쿡(Daequan Cook, 1987년 4월 28일 ~ )은 이스라엘 프리미어 리그의 이로니 네스 지오나에서 마지막으로 뛰었던 미국의 전직 프로 농구 선수이다. 2007년 NBA 드래프트에서 필라델피아 세븐티식서스에 의해 전체 21순위로 지명된 후 마이애미 히트로 트레이드되었다.

## 고등학교 경력
대쿠안 쿡은 오하이오주 데이턴에 있는 폴 로렌스 던바 고등학교에 다녔다. 3학년 때 그는 던바를 오하이오 디비전 II 주 준결승으로 이끌었고 최종 챔피언인 어퍼 샌더스키 고등학교에 패했다. 시니어로서 그는 경기당 평균 24.9득점, 6.0리바운드, 5.0어시스트를 기록했으며 던바를 디비전 II 스테이트 챔피언십으로 이끌었다. 2006년 맥도널드맥도널드 올 아메리칸 팀(McDonald's All-American Team)에 이름을 올렸다. 서부에서 뛰는 쿡은 112-94 승리에서 17 점을 얻었다. 또한 3팀 퍼레이드 올 아메리칸(Parade All-American)으로 선정되었다.
쿡은 노리스 콜의 고등학교 팀 동료였다. (두 사람은 나중에 2012 NBA 결승전에서 서로 대결했다.) 쿡은 또한 SPIECE 인디 히트 고등학교 AAU 팀에서 마크 타이터스, 그렉 오든, 마이크 콘리 주니어와 함께 뛰었다. 쿡은 2004년 라스베거스에서 열린 빅 타임 이벤트에서 팀의 득점 선두였다. 팀은 무패 행진을 이어가며 우승을 차지했다.

## 대학 경력
오하이오 주립대 코치 태드 마타의 유명한 "태드 파이브"(Thad Five) 중 한 명인 쿡은 경기당 20.4분 동안 평균 10.7득점, 4.5리바운드, 1.1어시스트, 0.7스틸을 기록했다. 2007년 4월 20일, 쿡은 동료 신입생 팀 동료인 그렉 오든 및 마이크 콘리 주니어와 함께 2007년 NBA 드래프트에 참가하겠다는 의사를 밝혔다.

## 프로 경력

### NBA
- 마이애미 히트(2007~2010)
- 오클라호마시티 썬더(2010~2012)
- 휴스턴 로키츠 (2012-2013)
- 시카고 불스 (2013)

### 해외
- 부디벨니크 / 튀빙겐(2013-2014)
- SPO 루앙(2014~2015)
- 벤피카 (2015-2016)
- 케미도르 테헤란(2016~2017)
- 이로니 네스 지오나(2017~2020)